# Herrnhutism

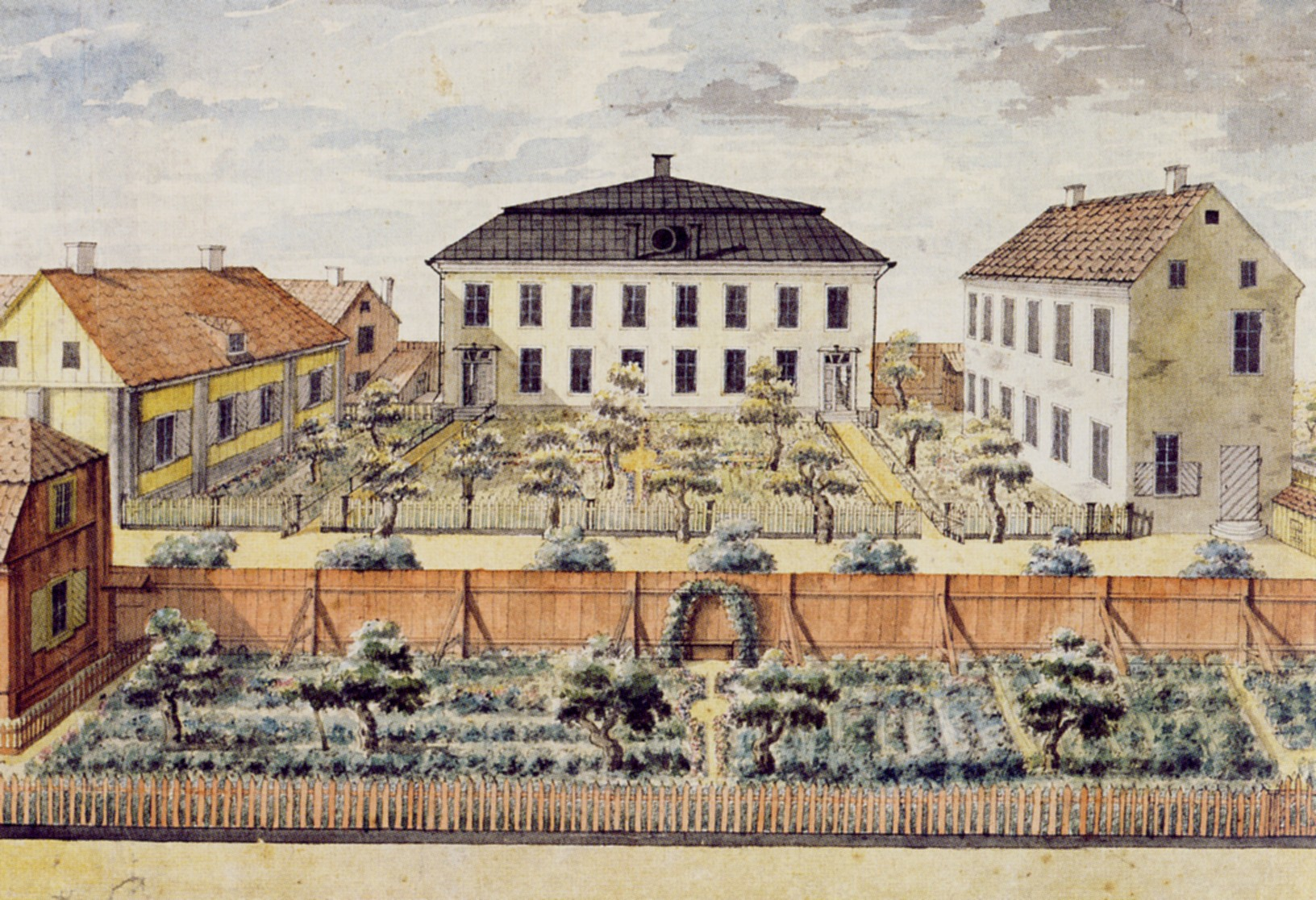
I Hiärneska malmgården fanns Evangeliske Brödernas bönesal i Stockholm, Kungsträdgårdsgatan 12.

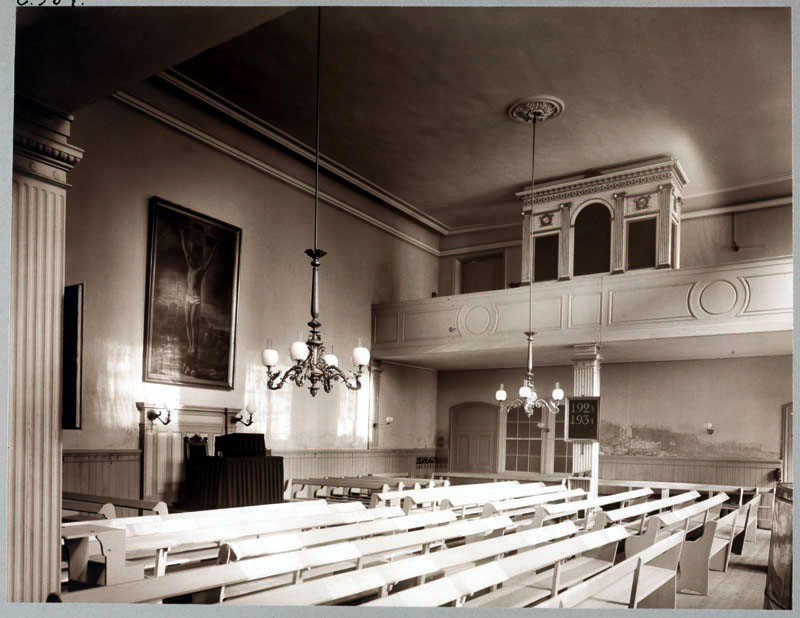
Interiör från Evangeliska brödraförsamlingens kyrksal, som efter den Hiärneska malmgården fanns i ett gårdshus på samma adress. Fotot taget 1917.

Herrnhutismen är en religiös, kristen rörelse som uppstod kring greve Nikolaus Ludwig von Zinzendorfs (1700–1760) gods Berthelsdorf i staden Herrnhut i Oberlausitz (idag i tyska delstaten Sachsen). Zinzendorf gav 1722 skydd åt de så kallade böhmiska bröder, som tvingats fly motreformationen i bland annat Böhmen och Polen, och från denna ort fick alltså rörelsen sitt namn. Det officiella svenska namnet på rörelsens verksamhet i Sverige är Evangeliska Brödraförsamlingen.
I början anslöt de sig till den lutherska församlingen Berthelsdorf. Efterhand anslöt sig allt fler pietister och separatister till församlingen, vilket skapade konflikter inom denna. Zinzendorf slog sig då själv ned på platsen och införde religiös endräkt genom att skapa vissa religiösa statuter, vilka enhälligt antogs 12 maj 1727. Zinzendorf blev tillsammans med friherre von Wattewille församlingens föreståndare. De nya statuterna och kyrkans omorganisation firades genom en högtidlig nattvardsgång 13 augusti 1727, vilket fortsatt firas som församlingens grundläggningsdag. Herrnhutismen var ursprungligen en inomkyrklig sammanslutning, men tvingades dels genom missionen och dels genom motstånd utifrån 1735 bilda ett eget kyrkosamfund, och införde ett biskopsämbete. Kyrkans namn blev Den förnyade brödrakyrkan. 1736 landsförvisades de ur Sachsen, men sedan bröderna 1746 erkänts som augsburgska religionsförvanter erhöll samfundet statligt erkännande i Sachsen. Samma år erkändes brödraförsamlingen i Storbritannien och dess kolonier, här kallade Unitas fratrum. 
Årtiondena efter Zinzendorfs död erhöll kyrkan genom flera synoders arbete en fast författning. Drivande var biskopen August Gottlieb Spangenberg. Den på synoden 1775 antagna författningen är den som sedan kommit att bilda grund för den fortsatta verksamheten.
Det viktiga för herrnhutismen är varken rätt lära eller rätt ordning för omvändelsen, utan istället det rätta hjärteförhållande till Jesus. Känslomässiga upplevelser av Kristi lidande och glädjen över försoningen i Kristi blod är centrala. Liksom den äldre pietismen är man inriktad på individen och på förnyelse av de lutherska kyrkorna istället för separatism.
Under 1740-talet framträdde herrnhutismen i sin mest radikala form som känslosvärmisk med sensuella inslag. Bröllops-, blod- och sårmystik blev mycket framträdande. Man kunde tala om Jesus som den "söte brudgummen" och sig själva som "blodiglar" som levde av såren på Jesu kropp (det vill säga de sår på händer, fötter och i sidan som uppstod vid Jesu försoningsdöd på korset).

## Evangeliska Brödraförsamlingen i Norden
Från Herrnhut organiserade greve Nikolaus Ludwig von Zinzendorf och hans anhängare flera missionsföretag, bland annat till de danska kolonierna Sankt Thomas och Grönland. 
De första herrnhutarna anlände 1733 till Grönland där de byggde flera missionsstationer.
Efter 200 år lämnade de 1933 Grönland men många av deras hus finns kvar som viktiga minnen från Grönlands moderna historia.
Herrnhutismen kom tidigt till Danmark där man kom att bygga samhället Christiansfeld.
Där har rörelsen präglat livet ända in i modern tid. Här finns ett museum, församlingens egen kyrka och deras kyrkogård som är ett centralt element i Per Olov Enquists bok Lewis resa.
Från Danmark spred herrnhutismen sig till Norge och Sverige. I Norge dog rörelsen ut omkring 1890 men i Sverige finns fortfarande brödraförsamlingar i Stockholm och Göteborg.

## Herrnhutismen i Sverige
En av de första missionärerna för herrnhutismen var assessor Carl Henrik Grundelstierna som lärt känna rörelsen under en studieresa i Sachsen och vid sin återkomst till Sverige gjorde rörelsen känd bland pietister i Stockholm. Från 1731 började diasporaarbetare från Sachsen att söka sig till Sverige. 1735 besökte Zinzendorf själv Skåne, dock utan att vinna några större framgångar. Åren 1739–1744 blev herrnhutismens genombrottstid i Sverige. I Stockholm verkade Thore Odhelius och pastor Jonas Hellman. I västra Sverige uppstod en kraftig väckelse, i Göteborg med domprosten Andreas Hilleström som den främste ledaren och i Västergötland med Främmestads socken kyrkoherde Andreas Tengbom som medelpunkten. I Sydsverige uppstod även herrnhutiska kretsar, sedan Johannes Sundius i Allerums socken blivit rörelsens pionjär. 1741 sändes från Herrnhut två deputerade, före detta Uppsaladocenten Arvid Gradin och "överäldsten" Martin Dober för att vinna stöd hos den ortodoxa kyrkoledningen i Sverige. David Hollaz författade uppbyggelsetraktaten Nådens ordning. Även sångsamlingen Sions sånger samt den årliga andaktsboken Dagens lösen kom att sprida herrnhutiska fromhetstankar utanför kretsar som berördes av missionen. Under perioden 1745–1760 dominerades den herrnhutiska rörelsen i Sverige av de mer radikala formerna, särskilt i Stockholm och Västergötland under ledning av diasporaarbetaren Ernst Becklind och magister Petrus Werving. Till denna riktning hörde även den kände politikern Anders Carl Rutström och Uppsaladocenten Magnus Brynolf Malmstedt, Anna Maria Lenngrens far. Genom C. G. Ike fördes rörelsen från 1760 åter in på mer moderata banor.
I Stockholm fick herrnhutarna 1783 tillstånd att uppföra en församlingslokal, och 1785 uppfördes en sådan även i Göteborg. I Karlskrona fanns 1802–1839 en liknande församling.
En medlem i rörelsen brukar kallas herrnhutare.